# Centro Italiano Ricerche Aerospaziali
Das Centro Italiano Ricerche Aerospaziali (CIRA) (englisch Italian Aerospace Research Center, deutsch Italienisches Zentrum für Luft- und Raumfahrt-Forschung) ist eine 1984 gegründete außeruniversitäre Forschungseinrichtung Italiens mit Sitz in Capua. Das CIRA betreibt in seinen Einrichtungen am Flugplatz Capua vor allem angewandte Forschung im Bereich der Luft- und Raumfahrttechnik. Zu seinen Forschungseinrichtungen gehören mehrere Windkanäle, darunter zwei Plasma Wind Tunnels (PWT) und ein Icing Wind Tunnel (IWT). Das CIRA ist ein Konsortium, dessen Anteile sich überwiegend im Eigentum der Öffentlichen Hand befinden. Größter Anteilseigner ist der italienische Forschungsrat CNR, von Bedeutung sind auch der Leonardo-Konzern, die Raumfahrtunternehmen Thales Alenia Space und Avio sowie die Weltraumorganisation Agenzia Spaziale Italiana (ASI). Beaufsichtigt wird das CIRA vom Ministerium für Universitäten und Forschung.